# Досифей (Церетели)
Митрополит Досифей (груз. დოსითეოს, Доситеоз; в дореволюционных русских источниках: митрополит Кутатели; в миру Датуна Николаевич/Николозович Церетели; ок. 1750 — 6 марта 1820) — грузинский религиозный и политический деятель, митрополит Кутаисский в 1781—1820 гг., сначала в юрисдикции Абхазского католикосата, а с 1814 года — в юрисдикции Грузинского экзархата Русской православной церкви; местоблюститель Абхазского католикосата (1792—1814) и святой Грузинской православной церкви.

## Биография
Родился в Сачхере около 1750 года. Принадлежал к имеретинскому княжескому роду. Отец Николоз был меабджретухуцеси (министр вооружения), дед Папуна — сардали (главнокомандующий) Имеретинского царства в 1720-х годах; двоюродный брат Зураб — сахлтухуцеси (министр хозяйства царского двора); двоюродная сестра Дареджан была супругой восточногрузинского царя Ираклия II. Мать — царевна Хорешан, дочь Александра V Имеретинского. У Досифея было четыре брата: Бежан (ум. 1790), Вахушти (бокоултухуцес), Георгий (моларетухуцес) и Квели (ум. до 1830).
Занимая Кутаисскую кафедру, Досифей проявлял заботу о развитии хозяйства епархии и возвращении захваченных грузинскими азнаурами церковных земель и крестьян: он скупал их на личные средства и жертвовал многим церквам и монастырям Западной Грузии — Джручи в 1779 году, Мгвимеви в 1808 году и другим. Кутаисскому кафедральному собору, храму Баграта, вблизи которого имел небольшой жилой дом, разрушенный после его смерти, он пожертвовал изготовленный по его благословению настоятельский крест. С 1760-х годов он также жил и во второй резиденции Кутаисских митрополитов — в селе Маглаки (близ Кутаиси).
Был активным сторонником восстановления единства Грузии: вместе с западногрузинскими деятелями К. и З. Церетели, П. Микеладзе, И. Абашидзе и др. он входил в состав делегации Имеретинского царства, обратившейся в 1790 году к царю Ираклию II с предложением о воссоединении царств и княжеств Западной и Восточной Грузии.
После кончины католикоса Западной Грузии Максима II (Абашидзе) 30 мая 1795 года имеретинский царь Соломон II назначил Досифея преемником католикоса. Однако интронизация не состоялась, и в документах того периода Досифей подписывался как «Преосвященнейший митрополит Кутаисский и правитель Католикосата».
30 августа 1814 года Абхазский (Западногрузинский) Католикосат был упразднён, и Церковь Западной Грузии была включена в состав Грузинского экзархата. Экзарх Грузии архиепископ Феофилакт (Русанов) разработал план церковной реформы, направленной на изменение структуры Грузинской церкви в целях сближения грузинских церковных порядков с общероссийскими: намечалось сокращение количества епархий, храмов, монастырей, штата духовных лиц, проведение секуляризации церковного и монастырского имущества, введение богослужения на церковнославянском языке и замену натуральных податей денежными сборами. Духовенство Западной Грузии выразило решительный протест, однако в июне 1819 года представители Грузино-Имеретинской синодальной конторы стали закрывать храмы в Имерети, Гурии и Мегрелии, натуральные подати заменять введением денежной оплаты.
В 1819—1820 годах произошло Имеретинское восстание, которое возглавили митрополиты Досифей (Церетели) и Евфимий (Шервашидзе), дочь имеретинского царя Соломона II царевна Дареджан, князь Иван Абашидзе. Экзарх обвинил их в подстрекательстве народа и убедил власти, что разрядить ситуацию можно только арестом и ссылкой мятежных архиереев. В Западную Грузию были введены дополнительные военные силы, правителю Имерети полковнику И. А. Пузыревскому начальник корпусного штаба генерал-лейтенант А. А. Вельяминов рекомендовал, «если нельзя живых схватить, то истребить», и во избежание ещё больших волнений вывезти тела убитых из Грузии. Ночью 4 марта 1820 года митрополиты Досифей, Евфимий, архимандрит Григорий (Цкитишвили) и несколько имеретинских князей были схвачены. Досифей оказал сопротивление и был избит прикладами ружей и штыками. Пленники с мешками на головах были отправлены на лошадях через Лихский перевал в Восточную Грузию, чтобы затем по Военно-Грузинской дороге проехать в Россию. Митрополит Досифей скончался 8 марта 1820 года (Грузинская православная церковь считает, что он умер ещё 6 марта) на пути между Сурами и Гори. Тело митрополита было погребено в Успенской церкви в крепости Ананури. Могильная плита утеряна, однако Ф. Жордания приводит устные свидетельства о том, что Досифей был похоронен на расстоянии 2,5 аршина от иконы Пресвятой Богородицы (вероятно, имеется в виду алтарная икона). Сохранилась посмертная опись принадлежавших митрополиту Досифею предметов: крест Св. Анны 1-й степени, 2 Владимирских креста, панагия с изображением Христа и с драгоценными камнями, большой позолоченный серебряный крест с эмалями, серебряная икона с частицами святых и вмч. Георгия, Евангелие в серебряном позолоченном окладе с драгоценными камнями, кадильница, крупный яхонт в серебряной оправе с золотыми элементами, небольшая золотая икона, русские и турецкие деньги и прочие бытовые предметы.
Синод Грузинской православной церкви 27 мая 2005 года причислил митрополитов Досифея и Евфимия к лику святых.

## Комментарии
1. ↑  Или бокаултухуцес — главный пристав, обер-полицмейстер, министр внутренних дел.
2. ↑  «Начальник казны», главный казначей.
3. ↑  Ныне в Цхалтубском муниципалитете.